# Lucio Furio Camilo
Lucio Furio Camilo  hijo de Marco Furio Camilo. En el año 350 a. C., cuando uno de los cónsules estaba enfermo y el otro, Marco Popilio Lenas, regresó de la guerra contra los galos, con una herida grave, Lucio Furio Camilo fue nombrado dictador para celebrar los comicios, y Publio Cornelio Escipión se convirtió en su magister equitum.
Camilo, que se comportaba como un patricio en sus sentimientos como su padre, no aceptó los nombres de los plebeyos que se le ofrecieron como candidatos para el consulado, causando con esta magistratura que fuera dado a los patricios solamente.
El Senado, encantado con esto, ejerció toda su influencia para promoverlo a él al consulado en el 349 a. C. Se nombró entonces a Apio Claudio Craso como su colega, que sin embargo, murió durante los preparativos para la guerra contra los galos. Camilo, que ahora quedó solo en el consulado, hizo que el mando contra los galos le fuera dado extra sortem. Dos legiones fueron dejadas para la protección de la ciudad, y otras ocho fueron divididas entre él y el pretor Lucio Pinario, a quien envió para proteger la costa contra los piratas griegos, que en ese año infestaban la costa del Lacio.
Camilo derrotó a los galos en el distrito de Pomptine y les obligó a buscar refugio en Apulia. Esta batalla contra los galos es famosa en la historia romana por el combate de Marco Valerio Corvo, con un galo audaz y presuntuoso. Después de la batalla, Camilo honró la valentía de Valerio con el presente de diez bueyes y una corona de oro. Camilo se unió al pretor Pinario en la costa, pero nada de importancia se llevó a cabo contra los griegos, que poco después desaparecieron.